# Waite (Maine)
Waite es un pueblo ubicado en el condado de Washington en el estado estadounidense de Maine. En el Censo de 2010 tenía una población de 101 habitantes y una densidad poblacional de 0,89 personas por km².

## Geografía
Waite se encuentra ubicado en las coordenadas 45°20′7″N 67°36′18″O / 45.33528, -67.60500. Según la Oficina del Censo de los Estados Unidos, Waite tiene una superficie total de 114.08 km², de la cual 113.91 km² corresponden a tierra firme y (0.14%) 0.16 km² es agua.

## Demografía
Según el censo de 2010, había 101 personas residiendo en Waite. La densidad de población era de 0,89 hab./km². De los 101 habitantes, Waite estaba compuesto por el 93.07% blancos, el 0% eran afroamericanos, el 6.93% eran amerindios, el 0% eran asiáticos, el 0% eran isleños del Pacífico, el 0% eran de otras razas y el 0% pertenecían a dos o más razas. Del total de la población el 3.96% eran hispanos o latinos de cualquier raza.